# Jordi Torres
Jordi Torres (ur. 19 lipca 1964 w Encamp) – andorski narciarz alpejski, olimpijczyk. Brał udział w igrzyskach w roku 1984 (Sarajewo). Nie zdobył żadnych medali.

## Letnie Igrzyska Olimpijskie 1984 w Sarajewie
| Konkurencja   | I zjazd | I zjazd | II zjazd | II zjazd | Klas. końcowa | Klas. końcowa |
| Konkurencja   | Czas    | Miejsce | Czas     | Miejsce  | Punkty        | Miejsce       |
| ------------- | ------- | ------- | -------- | -------- | ------------- | ------------- |
| Slalom gigant | AC      | DNF     | -        | -        | AC            | DNF           |
| Slalom        | AC      | DNF     | -        | -        | AC            | DNF           |
| Zjazd         |         |         |          |          | 1:59,06       | 50.           |